# Antisana
Antisana è uno stratovulcano andino ed una delle principali vette dell'Ecuador. Per altitudine, con 5.758 metri sul livello del mare, è il quarto vulcano del paese. L'ultima eruzione documentata risale al 1801/1802 quando da una bocca sul versante nordorientale fuoriuscì un fiume di lava.
Il vulcano è localizzato nella provincia del Napo nei pressi della località di Papallacta, circa 50 km a sud-est della capitale ecuadoriana Quito.
Il massiccio sorge ai margini della Cordigliera orientale e si estende per circa 14 km, la vetta è composta da 4 cime, tutte parti del bordo del cratere, il cratere e le pareti del vulcano ospitano estesi ghiacciai.